# Внешняя политика Португалии
С XII века — времени начала формирования Португальского государства — и по XV век Португалия была в основном евро-ориентированной страной (не считая огромного числа политических и торговых контактов с Северной Африкой). С XV века Португалия полностью изменяет свою внешнюю политику, и главными регионами сотрудничества становятся: Африка, Индийский океан и Дальний Восток, а также Южная Америка. Этот период закончился в 1975 году, с завершением деколонизации.
31 декабря 1974 года в Дели был подписан португальско-индийский договор, в соответствии с которым Португалия официально признавала суверенитет Индии над бывшими колониальными владениями (Гоа, Даман, Диу, Дадра и Нагар Хавели). В тексте договора было отмечено, что Португалия признает эти территории неотъемлемой частью Индии с того момента, когда они стали таковыми в соответствии с индийской конституцией.

## Португалия в Европейском союзе
Вступление в Европейский союз, подписанное Правительством (объединённым двумя главными португальскими политическими партиями) и активно поддерживаемом большинством населения, таким образом показало возвращение Португалии на европейскую арену международных отношений.
Не то чтобы Португалия в течение пяти веков существования своей империи абсолютно забросила Европу. Королевские браки, союз с Великобританией в Семилетней войне, сотрудничество с Францией (со времён объединения Испании в 1492 года и до XVII века), попытки королей укрепить власть в Кастилии, участие в защите Средиземного моря против Османской империи, участие в наполеоновских войнах и Первой мировой войне, действия во время Второй мировой — всё это показывает то, что в силу желания или обстоятельств Португалия все равно участвовала в политической жизни Европы. То же самое происходило и в экономической сфере (перепродажа африканских товаров, азиатских и американских в северных портах Европы).
Но в 1986 году Португалия опять поменяла центр внешней политики, объединившись с другими европейскими странами для создания мирного сообщества, материального и экономического прогресса, солидарности нации и граждан, понимая и более серьёзные намерения: усиление демократии, соблюдение прав и свобод граждан — все то, что создавалось в Европе на протяжении веков и распространялось в других регионах мира в связи с глобализацией. Вместе с тем, Португалия не оставила исторических связей (как важный компонент национальной стратегической политики) с португалоговорящими странами (Анголой, Бразилией, Кабо-Верде, Мозамбик, Сан-Томе и Принсипи, Восточный Тимор) и с португальскими сообществами.
В июле 2007 года Португалия приняла председательство в ЕС. На том же пленарном заседании в Порту, где Португалия приняла президентство, было решено выделить государству 21,5 млрд евро до 2013 года. Предполагается, что средства будут потрачены на квалификацию рабочих и повышение уровня образования. Приоритетом политики Португалии в рамках ЕС на 2007—2008 гг. станет укрепление связей с Африкой, а также со странами Латинской Америки. Так же, Португалия намерена добиться принятия базового договора по ЕС, вместо конституции. Португалия намерена сосредоточить больше сил на проблемах юга. Планируются конференции со следующими странами: Россией, Индией, Китаем, Украиной.

## Португало-бразильские отношения
Обе страны, пройдя совместный исторический путь и обладая общими культурными, этническими и национальными особенностями, тесно сотрудничают во всех сферах деятельности. Португалия и Бразилия встречаются на политической арене главным образом в 3х организациях: Содружество Португалоязычных стран, ЕС-МЕРКОСУР, Иберо-американские Саммиты.
Португалия активно поддерживает укрепление отношений между ЕС-МЕРКОСУР.
Большое количество бразильских иммигрантов проживают в Португалии, из них около 6,500 — нелегально. Первое соглашение по вопросам гражданства для бразильцев было подписано в 2003 году. Согласно статистике, большинство браков с иностранцами (а именно: более 5,5 тыс. из 48 тыс. браков в год) заключены с бразильскими гражданами.
Ежегодный торговый оборот между Бразилией и Португалией составляет 558 млн долл. Португалия является седьмым крупным инвестором в бразильскую экономику, инвестиции примерно составляют 8 млрд долл.